# Phil Scott
Philip Brian Scott (nacido el 4 de agosto de 1958) es un político, empresario y piloto de autos de carrera estadounidense que se desempeña como el 82.º gobernador de Vermont desde 2017. Miembro del Partido Republicano, fue representante del distrito de Washington en el Senado de Vermont desde 2001 hasta 2011 y se desempeñó como el 81.º vicegobernador de Vermont de 2011 a 2017.
Scott fue elegido por primera vez como gobernador de Vermont en las elecciones generales de 2016,y fue reelegido en 2018, 2020, 2022 y 2024. El margen de victoria de Scott en 2024 es el más amplio en cualquier elección para gobernador en Vermont desde 1946.A partir de 2025, Scott es el segundo gobernador en ejercicio con más tiempo en el cargo en los Estados Unidos.
Considerado uno de los gobernadores más populares del país,Scott es frecuentemente descrito como un republicano moderado.

## Primeros años
Philip B. Scott nació el 4 de agosto de 1958 en Barre, Vermont, hijo de Marian (Beckley) y Howard Roy Scott (1914–1969).Su padre quedó discapacitado tras ser herido durante la Segunda Guerra Mundial y posteriormente trabajó como supervisor de permisos vehiculares en el departamento estatal de carreteras.En 1973, la madre de Scott contrajo matrimonio con Robert F. Dubois (1919–1983).
Scott se graduó de la Barre's Spaulding High School en 1976.En 1980, se graduó de la Universidad de Vermont, donde obtuvo el título de Bachiller en Ciencias en educación industrial.

## Carrera empresarial
Después de graduarse de la escuela, Scott comenzó a trabajar en DuBois Construction, una empresa en Middlesex fundada por el hermano del segundo esposo de su madre.Después de la universidad, Scott fue dueño de una tienda de venta y reparación de motocicletas en Morrisville, y luego trabajó como gerente de construcción para H. A. Manosh Corporation, también en Morrisville.Scott también ha estado involucrado en otros emprendimientos comerciales, incluyendo la propiedad de un restaurante y un club nocturno.
Scott se convirtió en copropietario de DuBois Construction en 1986.Es expresidente de Asociación de Contratistas Generales de Vermont).El 6 de enero de 2012, un incendio en DuBois Construction causó daños considerables,pero los propietarios reconstruyeron y continuaron con las operaciones.
Después de ser elegido gobernador, Scott vendió su participación en DuBois Construction para evitar posibles conflictos de interés, ya que DuBois Construction realiza negocios con el Estado de Vermont. Vendió su participación del 50% por 2.5 millones de dólares más un interés del 3%, pagaderos en un plazo de 15 años.Scott dijo que optó por financiar él mismo la venta en lugar de que la empresa pidiera prestado el dinero para pagarle de inmediato, con el fin de preservar la capacidad de fianza de la empresa.Los críticos sugirieron que la venta de su participación en la empresa a lo largo de 15 años no eliminaba los posibles conflictos de interés, pero Scott y el abogado que negoció la venta en su nombre no estuvieron de acuerdo.
En octubre de 2018, la comisión de ética estatal emitió una opinión consultiva en la que determinó que Scott sí tenía un conflicto de interés debido a su vínculo continuo con la empresa.En septiembre de 2019, la comisión retiró dicha opinión, y su director ejecutivo afirmó que el proceso para recibir la denuncia, investigarla y emitir la opinión había sido defectuoso.En febrero de 2022, ejecutivos de DuBois dijeron que habían llegado a un acuerdo para vender la empresa a Barrett Trucking de Burlington.No se revelaron los términos de la venta, incluyendo si Scott recibiría un pago único o en cuotas, pero representantes de DuBois indicaron que se cumpliría con la obligación de la empresa hacia Scott.

## Carrera política

### Senado de Vermont
Republicano, Scott fue elegido al Senado de Vermont en el año 2000, como uno de los tres senadores generales que representaban al distrito senatorial del condado de Washington. Fue reelegido cuatro veces y ocupó el cargo desde 2001 hasta 2011. Durante su carrera en el Senado, fue vicepresidente del Comité de Transporte y presidió el Comité de Instituciones. También fue miembro del Comité de Recursos Naturales y Energía.Como presidente del Comité de Instituciones, Scott rediseñó la cafetería del Capitolio Estatal de Vermont para aumentar su eficiencia.
Durante su tiempo en el Senado, Scott formó parte de varios comités especiales, incluyendo la Junta de Nominaciones Judiciales, el Comité Asesor Legislativo sobre el Capitolio Estatal, el Comité Conjunto de Supervisión de Correccionales y el Comité del Consejo Legislativo.

### Vicegobernador

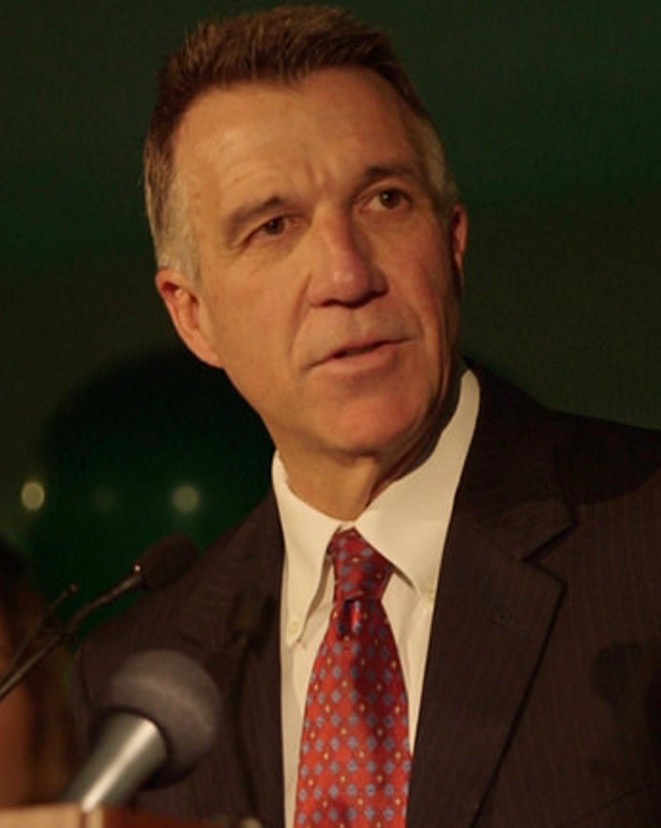
Phil Scott en 2016

El 2 de noviembre de 2010, Scott fue elegido como el 81.º vicegobernador de Vermont, derrotando al demócrata Steve Howard. Asumió el cargo el 6 de enero de 2011. Fue reelegido en 2012, derrotando a Cassandra Gekas, y nuevamente en 2014, superando al progresista Dean Corren.
Como vicegobernador, Scott presidía el Senado de Vermont cuando estaba en sesión. Además, formaba parte del Comité de Comités, un panel de tres miembros que determina la asignación de los comités del Senado y designa a sus presidentes y vicepresidentes. En caso de empate en una votación, Scott tenía la responsabilidad de emitir el voto de desempate. También actuaba como gobernador en funciones cuando el gobernador se encontraba fuera del estado.
Como senador estatal y luego como vicegobernador, Scott participó activamente en diversos proyectos de servicio comunitario. En 2005, fundó el programa "Ruedas para el Calor", que compra llantas de autos usadas y revende aquellas que aún son seguras, destinando las ganancias a programas de asistencia para combustible de calefacción en Vermont.

#### Aprobación laboral como vicegobernador
En septiembre de 2015, Scott mantenía un alto nivel de reconocimiento y favorabilidad entre los habitantes de Vermont. El Instituto de Encuestas de la Universidad de Castleton encontró que más de tres cuartas partes de los habitantes sabían quién era, y que de aquellos que podían identificarlo, el 70% lo veía de manera favorable.A pesar de ser republicano, la misma encuesta encontró que el 59% de los demócratas que se identificaban como tales tenían una opinión favorable de Scott, mientras que solo el 15% tenía una opinión desfavorable.

#### Asociación Nacional de Vicegobernadores
Scott fue un miembro activo de la Asociación Nacional de Vicegobernadores (NLGA), y formó parte del comité ejecutivo y del comité de finanzas de la NLGA.Como miembro de la NLGA, se unió a otros vicegobernadores del país en dos cartas bipartidistas oponiéndose a los recortes propuestos a la Guardia Nacional del Ejército en 2014 y 2015.Scott fue uno de los patrocinadores principales de una resolución de la NLGA para desarrollar una visión a largo plazo del transporte terrestre en Estados Unidos.También copatrocinó resoluciones para reconocer la importancia de las artes y la cultura en el turismo para la economía estadounidense, para apoyar la educación en Ciencia, Tecnología, Ingeniería y Matemáticas (CTIM), para apoyar la designación de una Semana Nacional de las Artes en la Educación, y para respaldar un sistema integral que ponga fin a la situación de calle entre los veteranos de EE. UU.

## Gobernador de Vermont

### Campaña para gobernador de 2016
En septiembre de 2015, Scott anunció su candidatura para gobernador de Vermont.
Una encuesta a comienzos de 2016 encargada por Vermont Public Radio y realizada por el Castleton University Polling Institute encontró que, entre los dos candidatos a la nominación republicana para gobernador, Scott era preferido por el 42% de los encuestados, frente al 4% para Bruce Lisman.Una encuesta encargada por Energy Independent Vermont a finales de junio de 2016 indicó que Scott contaba con el apoyo del 68% de los republicanos, frente al 23% de Lisman.
El 8 de mayo de 2016, Scott fue respaldado por casi todos los legisladores republicanos de Vermont.No apoyó a Donald Trump en la campaña presidencial de 2016.
El 9 de agosto, Scott derrotó a Lisman en las elecciones primarias por 21 puntos porcentuales.En las elecciones generales de noviembre, venció a Sue Minter, la candidata demócrata, por 8.7 puntos porcentuales.

### Gestión

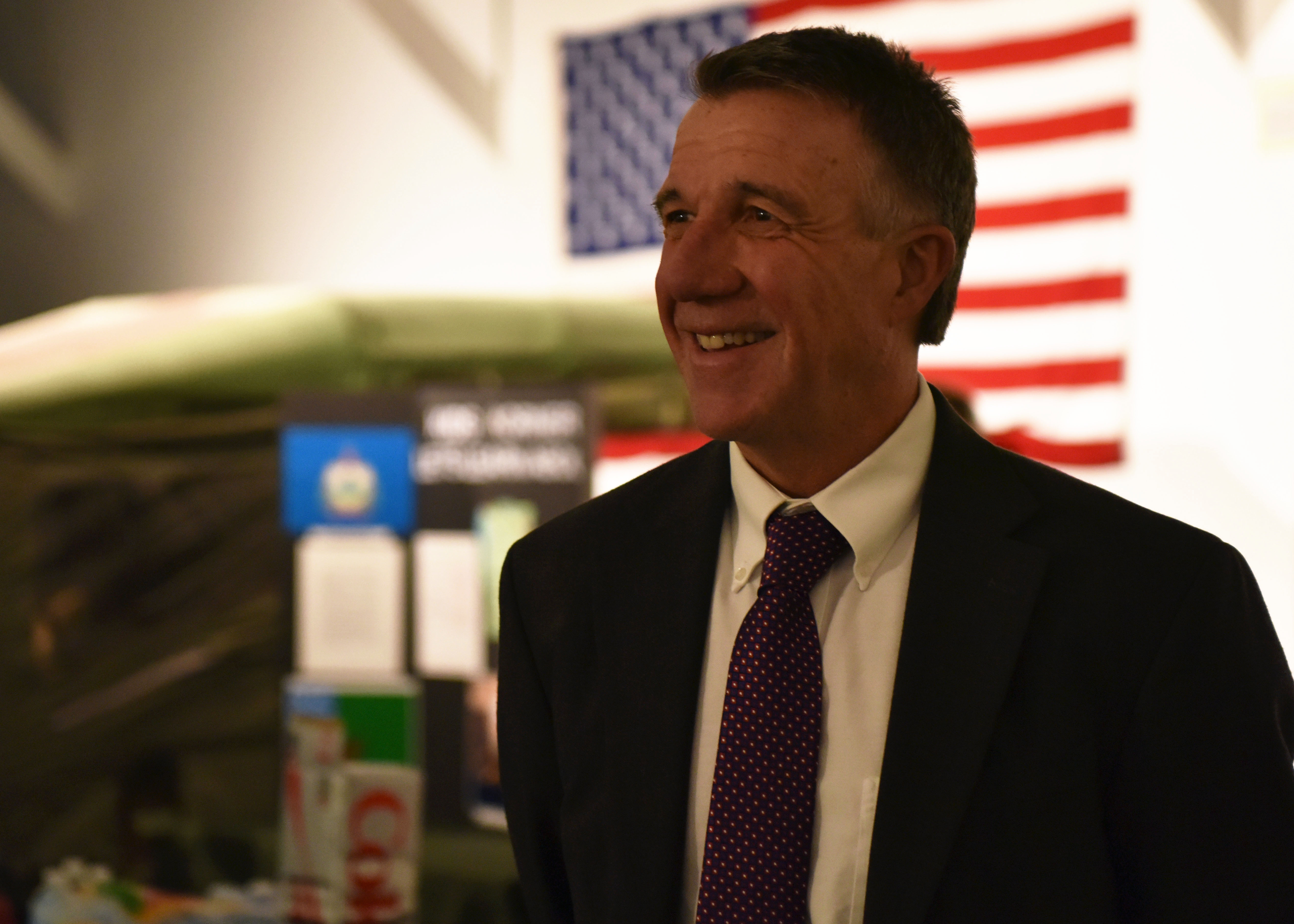
Scott en 2017

#### Acuerdo en caso de fraude
El 13 de abril de 2017, Scott anunció un acuerdo de $150 millones con Raymond James Financial, Inc. como parte de la resolución de denuncias de fraude por parte de contratistas e inversionistas relacionadas con los desarrollos EB-5 en Jay Peak y Burke Mountain.

#### Aprobación de gestión
Según una encuesta de Morning Consult realizada en octubre de 2017, la aprobación de Scott se situaba en el 60%, lo que lo convertía en el séptimo gobernador más popular del país. La encuesta se llevó a cabo entre el 1 de julio y el 30 de septiembre de 2017, con un margen de error del 4%. En abril de 2018, otra encuesta de Morning Consult encontró que su aprobación había aumentado al 65%, convirtiéndolo en el cuarto gobernador más popular del país.Su índice de favorabilidad cayó al 52% en mayo de 2018,y al 47% en julio, marcando la mayor disminución en popularidad de cualquier gobernador del país.Para abril de 2019, la aprobación de Scott se había recuperado al 59%, con un 28% de desaprobación, lo que lo convirtió en el quinto gobernador más popular del país, con una aprobación neta del 31%.

## Posiciones políticas
Scott ha sido calificado como un moderado,así como un republicano liberal.Sus posturas se describen como "conservadoras en lo fiscal pero liberales en lo social".El propio Scott ha declarado: "Soy, en gran medida, un conservador fiscal. Pero, como la mayoría de los republicanos en el noreste, probablemente esté más a la izquierda del centro en lo social... Soy un republicano a favor del derecho a decidir".Apoyó la investigación de juicio político contra Donald Trump iniciada en septiembre de 2019,[58] y pidió que Trump "renuncie o sea destituido del cargo" tras el asalto al Capitolio de Estados Unidos en 2021.En las elecciones presidenciales de 2020 y 2024, Scott anunció que votó por los candidatos demócratas Joe Biden y Kamala Harris, respectivamente,calificando su voto en 2024 como "un voto contra Donald Trump" y una decisión para "poner al país por encima del partido".

### Cuestiones fiscales y presupuestarias
Scott prometió vetar cualquier presupuesto que creciera más rápido que la tasa de crecimiento de la economía subyacente o los salarios del año anterior, o que incrementara los impuestos a la propiedad a nivel estatal. Los conflictos sobre el aumento de las tasas del impuesto a la propiedad, que la legislatura estatal apoyaba y Scott se oponía, llevaron a una relación tensa entre él y la legislatura en 2018 respecto al presupuesto del año fiscal 2019, a pesar de los altos ingresos generales.
Scott hizo de la atención a las obligaciones no financiadas a largo plazo de Vermont una prioridad, y trabajó con la tesorera estatal Beth Pearce para reducir la deuda por pensiones del estado.

### Impuestos y tasas
El presupuesto del año fiscal 2018 que Scott firmó como ley no incluía nuevos impuestos ni aumentos en las tasas existentes. Ha dicho que se opone a cualquier nuevo impuesto.También se negó a firmar un proyecto de ley que habría aumentado los impuestos a la propiedad.Scott vetó dos veces el presupuesto del año fiscal 2019 antes de permitir que se convirtiera en ley sin su firma, ante la amenaza de un cierre del gobierno.
A principios de 2018, Scott propuso eliminar el impuesto sobre los beneficios del Seguro Social. Los legisladores de la Cámara incorporaron una forma modificada de esta propuesta en el presupuesto final del año fiscal 2019, eliminando el impuesto para jubilados de ingresos bajos y medios.La reforma tributaria que Scott planeó (y que finalmente se implementó) también redujo las tasas del impuesto estatal sobre la renta en un 0.2% para todos los tramos; vinculó el sistema tributario de Vermont al ingreso bruto ajustado (AGI); creó deducciones sobre ingresos y exenciones personales definidas por Vermont similares al código fiscal federal; aumentó el crédito tributario estatal por ingreso del trabajo en tres puntos porcentuales; y añadió un nuevo crédito tributario del 5% por donaciones caritativas.La administración de Scott ha reducido tanto las tasas del impuesto de Compensación de Trabajadores como del Seguro de Desempleo.Ha propuesto en dos ocasiones eliminar gradualmente el impuesto sobre los ingresos por jubilación militar, propuesta que la legislatura no avanzó.

### Desarrollo económico
En 2016, Scott se fijó como objetivo impulsar la economía del estado aumentando la población a 700,000 personas en un plazo de 10 años, fomentando que los jóvenes que vienen a estudiar al estado se queden después de graduarse.El profesor de economía de la Universidad de Vermont, Arthur Woolf, sugirió que sería mejor centrarse en retener a los vermonteses mayores, quienes tienen ingresos y aportes tributarios más altos, pero Scott señaló los menores costos promedio de atención médica asociados con una población más joven.
El plan de desarrollo económico de Scott se ha centrado en gran medida en el desarrollo de la fuerza laboral y en incentivos económicos. Ha promovido y logrado aumentos en los créditos fiscales para el desarrollo, nuevo apoyo para las pequeñas empresas, iniciativas adicionales para el crecimiento económico rural, financiamiento incremental de impuestos, reforma de permisos y exenciones fiscales en industrias clave.Scott ha hecho de la expansión de la fuerza laboral una prioridad de su administración, y ha propuesto e implementado iniciativas que invierten en la contratación, retención y reubicación de trabajadores.

### Salud
Scott firmó una ley que exige a los habitantes de Vermont tener seguro de salud, convirtiendo al estado en uno de los pocos en implementar tal política después de la derogación federal del mandato individual de la Ley del Cuidado de Salud a Bajo Precio.Pero, en parte debido a su oposición a una sanción económica por el mandato individual, la legislatura aprobó y Scott firmó una ley que simplemente exige una declaración jurada de tener seguro de salud.
Scott ha abogado por alejarse de un sistema de salud basado en el pago por servicio, y ha sugerido enfocarse más en la calidad de la atención y de los servicios prestados. Este modelo se ha implementado de forma piloto con una organización de atención responsable.
En abril de 2021, Bryan Kehl y Christopher Rufo, entre otros, criticaron a Scott por implementar un calendario de vacunación contra la COVID-19 basado en criterios raciales.En respuesta, él emitió una declaración condenando lo que calificó como una "respuesta racista" al plan.

### Educación
Scott ha pedido modificar la Ley 46 para mejorar las medidas de contención de costos, incorporar la reducción de impuestos a la propiedad, preservar el control local y la libre elección de escuelas, y permitir que las comunidades conserven los fondos que ahorren mediante la fusión de distritos escolares.Ha expresado su apoyo a planes de aprendizaje flexibles y a nuevas tecnologías para mejorar los resultados educativos.
El presupuesto del año fiscal 2018 de Scott incluyó inversiones en educación, entre ellas un aumento de $3 millones en la asignación base para los Colegios Estatales de Vermont con el fin de estabilizar las matrículas, y la creación de un nuevo puesto en la Agencia de Educación enfocado en la educación técnica y vocacional.El presupuesto también amplió en $2.5 millones la asignación base para asistencia financiera en el cuidado infantil.El presupuesto del año fiscal 2020 que Scott firmó como ley reforzó estas inversiones, con $7.4 millones adicionales para el cuidado infantil y $3 millones más para la educación superior.Al año siguiente, Scott trabajó con la legislatura para eliminar la matrícula para los miembros de la Guardia Nacional de Vermont.
Como senador estatal, Scott votó a favor de una legislación para reducir las tasas del impuesto a la propiedad destinadas a la educación.El presupuesto del año fiscal 2018 de Scott congeló las tasas del impuesto a la propiedad, y el presupuesto del año fiscal 2019 congeló las tasas del impuesto a la propiedad residencial.
En julio de 2025, Scott firmó una ley de reforma educativa, marcando un cambio transicional en el sistema de escuelas públicas de Vermont.

### Ley de armas
Scott aprobó una legislación que prohibió los dispositivos bump stock, amplió las verificaciones de antecedentes para la compra de armas, elevó la edad mínima para comprar armas a 21 años (con ciertas excepciones), limitó la venta de ciertos cargadores de alta capacidad, aumentó las restricciones a la venta de armas a presuntos agresores domésticos y creó órdenes de protección por riesgo.En septiembre de 2018, Scott creó un Grupo de Trabajo para la Prevención de la Violencia, ordenó una evaluación de seguridad en todas las escuelas de Vermont y firmó una legislación que asignaba $5 millones para subvenciones de seguridad escolar.Scott también firmó una legislación de control de armas que "limita algunos aspectos de la posesión de armas y faculta a las autoridades para retirar armas a personas que puedan ser peligrosas".

### Reforma y modernización del gobierno
Scott apoya limitar la sesión legislativa anual de Vermont a 90 días. Según él, la duración impredecible de la sesión desanima a los ciudadanos comunes de Vermont a postularse para cargos públicos.Una sesión de 90 días, según Scott, alentaría a más personas a postularse al establecer parámetros claros.Además, argumenta que una sesión de 90 días obligaría a la legislatura a centrarse en los asuntos fiscales y operativos clave.
Como gobernador, Scott creó el Equipo de Modernización y Eficiencia del Gobierno para implementar auditorías de eficiencia, fortalecer la planificación en tecnologías de la información, aplicar una estrategia de gobierno digital e identificar oportunidades para eliminar ineficiencias, establecer métricas claras y agilizar los servicios.También creó la iniciativa “Programa para Mejorar los Resultados de Vermont Juntos” (PIVOT, por sus siglas en inglés), que solicita a los empleados estatales de primera línea propuestas para hacer que los sistemas del gobierno estatal sean más eficientes y fáciles de usar.Scott consolidó las funciones de TI en el gobierno estatal mediante la creación de la Agencia de Servicios Digitales, lo que generó un ahorro de $2.19 millones.También fusionó el Departamento de Control de Bebidas Alcohólicas y el Departamento de Lotería en el Departamento de Bebidas Alcohólicas y Lotería para lograr ahorros.La administración de Scott ha trabajado en mejoras internas a través de capacitaciones lean y mejoras en los procesos de permisos.También logró eliminar y fusionar juntas, comisiones, estudios e informes redundantes.

### Transporte
En julio de 2016, Scott expuso las prioridades en materia de transporte que implementaría como gobernador.Dijo que fortalecería el vínculo entre el crecimiento económico y la infraestructura de Vermont; se opondría a impuestos adicionales al transporte, incluido un impuesto al carbono; se opondría a acumular más deuda estatal para transporte; fomentaría la innovación en el transporte mediante la implementación de un crédito fiscal por Investigación y Desarrollo (I+D) y un crédito fiscal para inversionistas ángeles (un crédito del 60 % para inversiones en efectivo en negocios de Vermont, dirigido específicamente a empresas de transporte, energía y manufactura); protegería el fondo estatal de transporte para asegurar que se utilice únicamente con fines de transporte; abogaría por reformas federales y mayor flexibilidad en la política de transporte; y actualizaría el plan a largo plazo de la Agencia de Transporte.

### Aborto
Scott está a favor del derecho al aborto. En junio de 2019, firmó una ley sobre derechos reproductivos que fue una de las más amplias de Estados Unidos al permitir el aborto en cualquier momento, protegiendo “el derecho fundamental de toda persona que queda embarazada a elegir llevar un embarazo a término, dar a luz a un niño o abortar”.En junio de 2022, Scott expresó su decepción por la anulación del fallo Roe v. Wade y anunció que una enmienda constitucional para salvaguardar el derecho al aborto aparecería en la boleta electoral de noviembre. En diciembre de 2022, firmó una enmienda constitucional aprobada por los votantes de Vermont para proteger aún más el derecho al aborto en el estado.

### Derechos LGBT
Scott apoya el matrimonio entre personas del mismo sexo. Firmó una ley sobre baños neutrales en cuanto al género, destinada a reconocer los derechos de las personas transgénero.Sobre la nueva ley, dijo: “Vermont tiene una merecida reputación de abrazar la igualdad y ser inclusivo”.

### Drogas
El 24 de mayo de 2017, Scott vetó un proyecto de ley que habría legalizado la marihuana recreativa en Vermont.En octubre de 2020, anunció que no vetaría otro proyecto de ley para legalizar el uso recreativo de la marihuana, permitiendo que se convirtiera en ley sin su firma.
Como gobernador, Scott creó el Consejo de Coordinación sobre los Opioides, nombró a un director de políticas y prevención de drogas, y convocó una cumbre estatal sobre el fortalecimiento de la fuerza laboral para apoyar el tratamiento del abuso de opioides y sustancias.Para ampliar las opciones de tratamiento, trabajó con la Oficina de Regulación Profesional del Secretario de Estado para simplificar el proceso de licenciamiento de los profesionales en tratamiento. Scott reforzó los esfuerzos para reducir el suministro de drogas mediante el Grupo de Trabajo sobre Drogas de Vermont, los días de recolección de medicamentos y la expansión de los sitios de eliminación de medicamentos recetados.

### Inmigración
Scott se opuso a las políticas migratorias de la administración Trump. En 2017, firmó una ley para limitar la colaboración de la policía de Vermont con el gobierno federal en materia de inmigración,y el Departamento de Justicia notificó a Vermont que había sido considerado preliminarmente como una jurisdicción santuario el 15 de noviembre de 2017.Scott también se opuso a la política de "tolerancia cero" de la administración Trump y a la separación de familias en la frontera.

### Cuestiones medioambientales
Scott aprobó 48 millones de dólares para el financiamiento de agua limpia en 2017.Firmó una orden ejecutiva creando la Comisión de Acción Climática de Vermont.Scott anunció un acuerdo con Saint-Gobain para abordar los problemas de calidad del agua y la contaminación por PFOA en el condado de Bennington.Su propuesta presupuestaria para el año fiscal 2018 incluyó una exención tributaria para productos y vehículos energéticamente eficientes.El 2 de junio de 2017, Scott hizo que Vermont se uniera a la Alianza Climática de los Estados Unidos, después de que el presidente Trump retirara a EE. UU. del Acuerdo de París.Scott se comprometió a lograr un 90 % de energía renovable para 2050.En 2019, firmó varias leyes relacionadas con la calidad del agua, incluyendo la creación de un mecanismo de financiamiento a largo plazo para limpiar los cursos de agua del estado, pruebas de plomo en escuelas y centros de cuidado infantil, y la regulación del ácido perfluorooctanoico y químicos PFAS relacionados en el agua potable.El 15 de septiembre de 2020, Scott vetó la Ley de Soluciones al Calentamiento Global, que exigía reducciones en las emisiones de carbono de Vermont.Diez días después, su veto fue anulado.